# Augustin-Théodore de Lauzanne

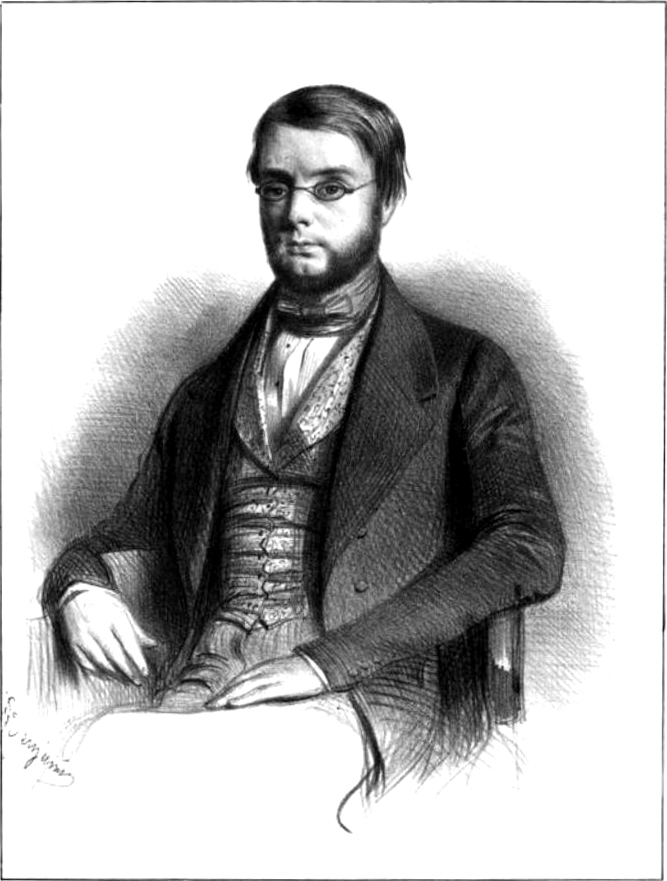
Augustin-Théodore de Lauzanne um 1840

Augustin-Théodore de Lauzanne, Chevalier de Vaux-Roussel, auch Auguste de Lauzanne (* 4. November 1805 in Vernelle/Évry-Grégy-sur-Yerre; † 15. Oktober 1877 in Paris), war ein französischer Dramatiker und Vaudevillist.

## Leben
Mit 13 Jahren kam Lauzanne aus seinem Heimatort nach Paris, wo er sich mit Literatur und Theater zu beschäftigen begann. Über einen Bekannten wurde er dem Theaterschriftsteller Félix-Auguste Duvert vorgestellt, der zu dieser Zeit bereits einige Stücke verfasst hatte. Aus dieser ersten Begegnung entwickelte sich nicht nur eine enge Freundschaft – Lauzanne heiratete die Tochter Duverts –, sondern vor allem eine sehr fruchtbringende Zusammenarbeit der beiden.
Sein Theaterdebüt feierte Lauzanne am 23. März 1830 mit einem Vaudeville in Form einer burlesken Parodie auf das Drama Hernani von Victor Hugo unter dem Titel Harnali, ou la Contrainte par cor. Er entwickelte sich zum bevorzugten Mitarbeiter seines Mentors Duvert und diese Gemeinschaftsarbeit produzierte in einem Zeitraum von rund 50 Jahren eine große Zahl von Bühnenwerken. Duvert und Lauzanne wurden so sehr als Team gesehen, dass sie unter dem Namen „Duvert et Lauzanne“ berühmt waren.
Augustin-Théodore de Lauzanne wurde 1853 mit dem Orden der Légion d’honneur ausgezeichnet. Sein Grabmal befindet sich auf dem Pariser Friedhof Père-Lachaise.

## Werke (auszugsweise)
Alle angeführten Werke wurden von „Duvert et Lauzanne“ verfasst:
- 1830: Harnali ou la Contrainte par cor, Vaudeville-parodie in fünf Bildern
- 1832: Le Marchand de peaux de lapin ou le Rêve, „Invraisemblance“ (Unwahrscheinlichkeit, Unglaubwürdigkeit) in drei Aufzügen
- 1834: Le Huron ou les Trois Merlettes, „Folie philosophique“ (philosophische Verrücktheit) in einem Akt, mit Xavier-Boniface Saintine; nach einem Stück von Voltaire
- 1836: Elle n'est plus!, Comédie-vaudeville in einem Akt
- 1837: Mina ou la Fille du bourgmestre, Comédie-vaudeville in zwei Akten
- 1839: La Femme de ménage, „Folie“ (Verrücktheit) in einem Akt
- 1841: Un monstre de femme, Comédie-vaudeville in einem Akt
- 1843: L'Homme blasé, Vaudeville in zwei Akten[1]
- 1844: La Bonbonnière ou Comme les femmes se vengent, Vaudeville in einem Akt
- 1849: La Fin d'une république ou Haïti en 1849, zeitbezogenes Vaudeville in einem Akt
- 1851: Les Malheurs heureux, Comédie-vaudeville in einem Akt
- 1858: En revenant de Pondichéry, Komödie mit Gesang in zwei Akten
- 1859: Voyage autour de ma chambre, komische Oper in einem Akt, mit Xavier-Boniface Saintine; Musik von Albert Grisar, Uraufführung am 12. August in der Opéra-Comique